# Мятеж Force Publique (1960)

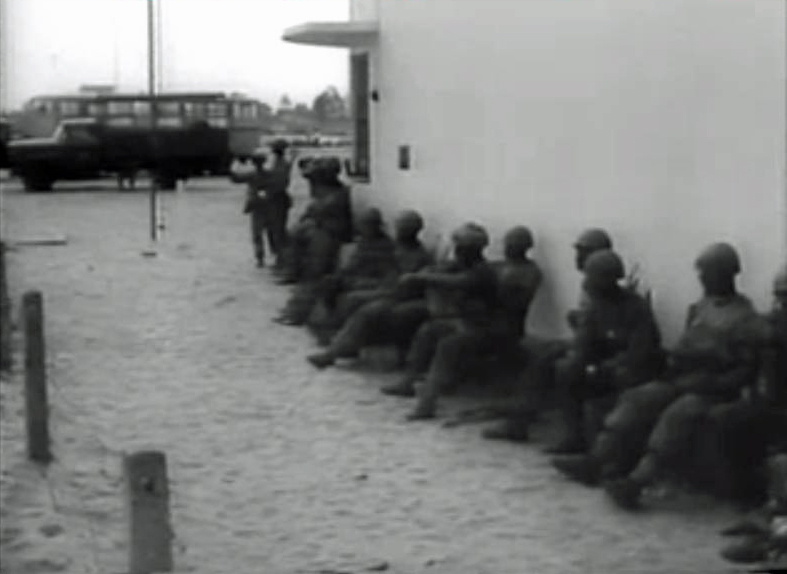
Подразделения Конголезской национальной армии, до провозглашения независимости носившей название Force Publique, в Леопольдвиле, в июле 1960 года

5 июля 1960 года подразделения Конголезской национальной армии, ранее называвшейся Force Publique, подняли неорганизованный мятеж против правительства провозгласившей 30 июня 1960 года независимость Республики Конго (Леопольдвиль) и произвола европейских офицеров. Именно с него начался так называемый «Конголезский кризис», на 4 года охвативший страну.
Целью мятежников было уничтожение сегрегации, согласно которой лишь люди европейского происхождения могли занять высокие офицерские посты в армии. Руководитель Force Publique Эмиль Янссенс был не согласен с тем, что с достижением Конго независимости что-то должно поменяться, что, в частности, основывалось на договоре, заключённом между правительствами Конго и Бельгии. Мятеж, начавшийся в Леопольдвиле и Тисвиле быстро распространился по всей стране, приведя к массовым убийствам, изнасилованиям и издевательствам над европейцами.

## Предыстория
Колониальное господство в Конго установилось позже других колоний африканских держав, в конце XIX века. Король Бельгии Леопольд II, разочарованный отсутствием у страны международного влияния и престижа, попытался убедить собственное правительство поддержать колониальную экспансию в мало изученном тогда бассейне реки Конго. Его апатичность в отношении этой идеи заставила монарха в конечном счёте создать колонию за свой счёт. В 1885 году, при поддержке ряда западных стран, которые рассматривали Бельгию в качестве полезного буфера между соперничающими колониальными державами, Леопольд получил международное признание колонии под названием «Свободное государство Конго». Однако в начале века произвол должностных лиц в отношении коренных жителей привел к интенсивному дипломатическому давлению на Бельгию, в результате чего в 1908 году монарх был вынужден подписать «Колониальную хартию» и продать «Свободное государство Конго» собственному правительству, что привело к образованию новой колонии под контролем центрального правительства.

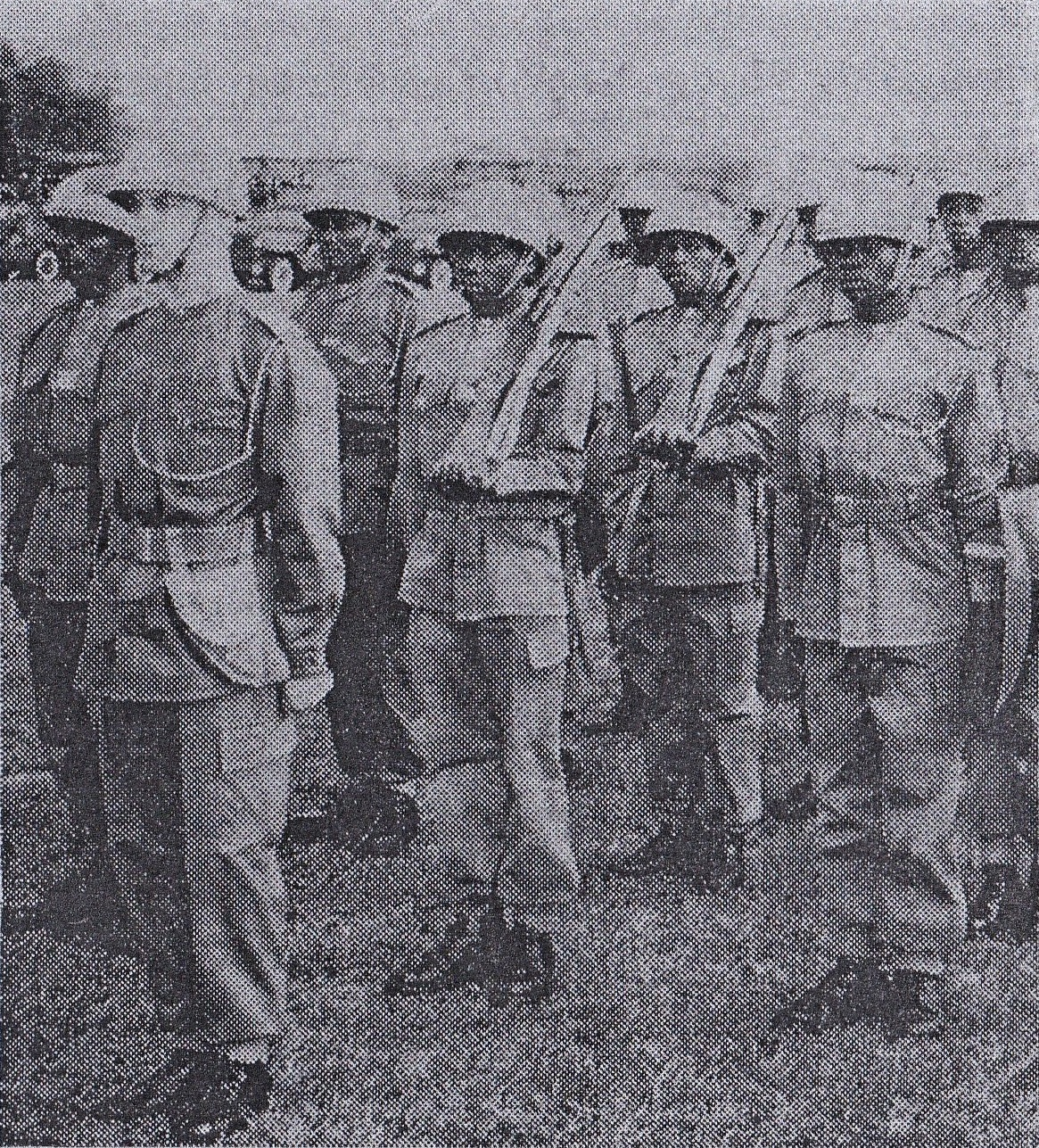
Подразделения жандармерии в Леопольдвиле, оставшиеся лояльными во время мятежа Force Publique

Бельгийцы правили Конго в соответствии со своими государственными интересами и в соответствии с интересами миссионерских организаций и частных компаний. Привилегированность коммерческих интересов бельгийцев означала, что крупные капиталы потекли в Конго и что отдельные регионы стали специализироваться на добыче отдельных ресурсов. Во многих случаях интересы государства и частного бизнеса были настолько тесно связаны, что первое помогало компаниям подавлять забастовки и устранять другие препятствия на пути к обогащению. Колония оказалась разделена на «гнёзда» — иерархически организованные административные подразделения, и, в отличие от англичан и французов, которые в целом поддерживали систему косвенного управления (на государственных постах в основном оставались местные уроженцы), бельгийцы полностью взяли управление колонией в свои руки. Они установили систему расовой сегрегации. Большое количество иммигрантов из Европы, которые переехали в Конго после окончания Второй мировой войны, происходили из разных социальных слоев, но всегда ставились выше выходцев из местных народов. Колониальная жандармерия Force Publique занималась активными репрессиями, и расовая сегрегация в ней была крайне сильна. За исключением 10 адъютантов, которых назначили незадолго до провозглашения независимости Конго, ни один солдат из местных жителей не смог продвинуться по карьерной лестнице далее сержанта. Многие конголезцы надеялись, что независимость для них обернётся началом продвижения по службе. Однако на деле все изменения ограничились лишь переименованием Force Publique в «Конголезскую национальную армию». Офицеры были только европейцами, а конголезцы не могли рассчитывать на что-то выше присваиваемого после старшего сержанта звания адъютанта. Многие и вовсе оставались в звании рядовых, прослужив по 10—15 лет. Из-за этого многие конголезцы проникали к европейцам в казармы и распространяли листовки с агитацией на действия против них для «африканизации командного состава» и неподчинения офицерам.
Премьер-министр нового государства Патрис Лумумба медлил с реформами. Рядовые чувствовали, что конголезский политический класс, особенно министры в новом правительстве, обогащаются, не улучшая положение войск. В армии и обществе бурлило недовольство назначением непопулярного полковника ван Хуребеке на высокий пост в Министерстве обороны. Войска, дислоцировавшиеся в Экваториальной провинции и в провинции Южное Касаи были дополнительное недовольны из-за состава кабинета, в частности из-за отсутствия в нём Жана Боликанго и Альбера Калонджи соответственно. Многие солдаты также были утомлены поддержанием порядка во время празднования Дня независимости и выборов.
За три дня до провозглашения независимости, 27 июня правительство Патриса Лумумбы создало комитет для разработки проекта Договора о дружбе, помощи и сотрудничестве, который должен был быть подписан с Бельгией. Согласно данному договору, бельгийские гражданские служащие и офицеры Force Publique, которые пожелают остаться на своих постах, не должны быть уволены новым правительством. Взамен оно получит компенсацию от Бельгии. Помимо этого бельгийцы были вправе расположить свои гарнизоны на военных базах на территории республики пока не будет заключено новое соглашение об их выводе. Текст соглашения дорабатывался в спешке, и за день до провозглашения независимости его подписали премьер-министр Бельгии Гастон Эйскенс, министр иностранных дел Бельгии Пьер Виньи, Лумумба и министр иностранных дел Конго Жан-Жюстен Мари Бомбоко.
День независимости, 30 июня 1960 года, пришелся на четверг. За ним последовали длинные праздничные выходные, которые прошли в относительном спокойствии по всей стране. Лишь в Леопольдвиле периодически происходили столкновения между недовольными результатами выборов сторонниками соперничавших фракций. 4 июля с самого утра началась забастовка рабочих в столице Экваториальной провинции Экуатервилле. Правительство провинции призвало силы жандармерии, которые не церемонясь открыли огонь по протестующим, убив 9 человек. Это подавление стало последним их действием до начала мятежа. На следующий день, 5 июля, Лумумба собрал своё правительство и заявил о необходимости «революционирования», а не реформ в армии. Там же было принято решение об организации нового комитета по «ликвидации расовой дискриминации» в вооружённых силах.
В момент заседания среди конголезских рядовых был высок уровень возбуждения. Один из сержантов конголезского происхождения заявил о том, что они более не обязаны подчиняться своим офицерам-европейцам после достижения независимости. В 17:00 того же дня командующий Конголезской национальной армией, бывший руководитель Force Publique Эмиль Янссенс лично разжаловал его в рядовые, а затем собрал конголезцев в казармах и заявил о том, что не потерпит произвола среди них и для пущей убедительности вывел на доске надпись «до независимости = после независимости». Троих наиболее недисциплинированных конголезцев отправили в карцер в противоречие действиям секретаря по военной обороне Альбера Ньембо, который до этого отпустил и помиловал двоих из них сразу после того, как до него дошла информация о произошедшем. Вечером Эмиль Янссенс узнал о решении «ликвидации расовой дискриминации» по радио и был крайне возмущён, что его не пригласили на заседание для совета.

## Мятеж

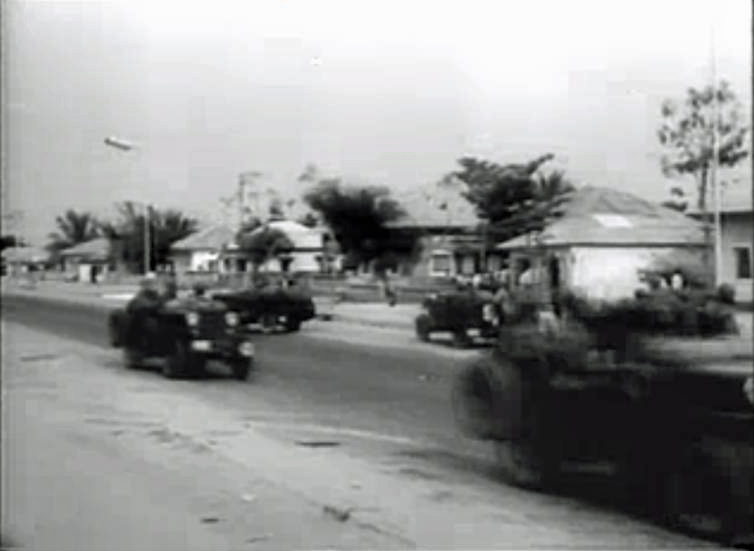
Конголезские подразделения, передвигающиеся по улицам Леопольдвиля в ходе мятежа

Возмущённые действиями Янссенса, конголезские подразделения собрались на мирную акцию протеста, митинг, который, впрочем, быстро перерос в массовые беспорядки. Янссенс приказал как ему казалось лояльному ему гарнизону в Тисвиле подавить мятеж, однако попытка европейских офицеров привести войска в боевую готовность привела к мятежу и захвату оружейного арсенала с арестом офицеров. Отсюда волнения распространились на гарнизоны в других городах, где бунтующие требовали отставки Янссенса, «африканизации офицерского состава» и повышения жалования. В дальнейшем составленный отчёт Организации Объединённых Наций сообщил о массовом неповиновении, мародёрстве, изнасилованиях европеек и убийствах и издевательствах над европейцами. В посольстве Бельгии персонал массово сжигал колониальные документы при объявленном третьем уровне опасности. Начался сильнейший политический кризис, который преследовал правительство Лумумбы всё время его пребывания в должности.
Янссенс в это же время завершил разработку своего плана по ликвидации мятежа путём захвата лагеря в Тисвиле. Он предупредил об этом командующего бельгийскими подразделениями, что дислоцировались в Конго. В столице тем временем находились делегаты от Советского Союза во главе с Председателем Президиума Верховного совета Таджикской ССР М. Р. Рахматовым, что прибыла 1 июля по распоряжению Никиты Хрущёва, которому ранее направил телеграмму Патрис Лумумба. 7 июля, когда в стране бушевало восстание, между странами был заключён договор о дружбе и установлении дипломатических отношений. Делегатам от СССР удалось избежать неприязненного отношения со стороны мятежников, а военные относились к ним «исключительно дружелюбно». Однако в этот момент среди конголезцев распространился слух о том, что советы были вызваны для разоружения мятежных отрядов национальной армии. По свидетельству Томаса Канзы, конголезские подразделения ворвались к делегатам в отель «Стэнли» и, дав волю рукам, всё же обошлись без нанесения телесных повреждений. Шокированный произошедшим Лумумба приказал министру иностранных дел сопроводить гостей до аэропорта. Рахматов «выразил энергичный протест» против произошедшего, назвав приём «не самым дружественным». В аэропорту в самолёт вошли войска, которые переживали, что там могут быть десантники. Советы дали обыскать багаж и смогли убедить солдат в отсутствии военных грузов. После этого они покинули страну.

### На русском языке
- Винокуров Ю. Н. Конго : трудный путь к независимости / Институт Африки АН СССР. — М.: Главная редакция восточной литературы издательства «Наука», 1967. — 198 с. — 2500 экз.
- Мазов С. В. Холодная война в «сердце Африки». СССР и конголезский кризис, 1960–1964 / ИВИ РАН. — М.: Русский фонд содействия образованию и науке, 2015. — 312 с. — (Холодная война). — 1000 экз. — ISBN 978-5-91244-121-9.

### На английском языке
- Gerard Emmanuel; Kuklick Bruce. Death in the Congo : Murdering Patrice Lumumba (англ.). — Cambridge, MA: Harvard University Press, 2015. — 296 p. — ISBN 978-0-674-72527-0.
- Hoskyns Catherine. The Congo Since Independence, January 1960 — December, 1961 (англ.) / ed. by James Kendall Hosmer. — London: Oxford University Press, 1965. — 518 p. — (Royal Institute of International Affairs Publications).
- Kanza Thomas R. The Rise and Fall of Patrice Lumumba : Conflict in the Congo (англ.). — Rochester, Vermont: Schenkman Books, Inc., 1994. — 386 p. — ISBN 0-87073-901-8. — ISBN 978-0-816-19015-7.
- Pakenham Thomas. The Scramble for Africa : the White Man’s Conquest of the Dark Continent from 1876 to 1912 (англ.). — 13th ed. — London: Abacus, 1992. — 712 p. — ISBN 0-380-71999-1. — ISBN 978-0-349-10449-2.
- Turner Thomas. The Congo Wars : Conflict, Myth, and Reality (англ.). — 2nd ed. — London: Zed Books, 2007. — 243 p. — ISBN 978-1-84277-688-9.
- Willame Jean-Claude. Patrimonialism and Political Change in the Congo (англ.) / trans. by M. Crawford Young. — Stanford: Stanford University Press, 1972. — 236 p. — ISBN 978-0-8047-0793-0.
- Young M. Crawford[англ.]. Politics in Congo : Decolonization and Independence (англ.). — 2nd reprinted ed. — Princeton: Princeton University Press, 2015. — 672 p. — (Princeton Legacy Library, vol. 2313). — ISBN 1-400-87857-8. — ISBN 978-1-400-87857-4. — doi:10.1515/9781400878574.